# Bengt Rabaeus
Bengt Rabaeus (folkbokförd som Rabéus), född 4 maj 1917 i Vara, död 31 juli 2010 på Lidingö, var en svensk diplomat.

## Biografi
Rabaeus var son till överläraren David Ohlson och Ingegärd Bengtson. Han avlade studentexamen vid Katedralskolan i Skara 1937 och reservofficersexamen 1940. Rabaeus blev filosofie magister vid Uppsala universitet 1946, och blev attaché vid Utrikesdepartementet (UD) 1946. Han tjänstgjorde i Prag 1946–1949, Paris 1949–1950, var notarie i utrikesutskottet 1951–1955, andre sekreterare vid UD 1952, sekreterare i kommittén för översyn av GATT-avtalet 1954–1955 och var förste beskickningssekreterare hos Sveriges ständiga ombud vid Förenta Nationerna i New York 1955. Rabaeus var ambassadråd i Paris med tjänstgöring vid OEEC-delegationen 1957–1959, byråchef vid UD 1959–1961, ambassadråd i Paris 1961–1963 och ambassadör i Alger 1963–1966. Han var biträdande generalsekreterare vid Europeiska frihandelssammanslutningen (EFTA) 1966–1972 och generalsekreterare 1972–1975. Rabaeus var därefter biträdande kabinettssekreterare vid UD 1975–1978 och ambassadör och chef för Sveriges delegation vid Europeiska gemenskaperna (EG) i Bryssel 1978–1983. Han var ordförande i Skaradjäknarnas förening 1977–1985, vice ordförande i Svenska cellulosa- och pappersbruksföreningen 1983 och styrelseordförande där 1984–1989.
Rabaeus gifte sig 1946 med politices magister Birgitta Svenson (1919–1987), dotter till direktören Arvid Svenson och hans hustru. Han är far till Johan (född 1947), Michael (född 1951) och Henrik (född 1954). Makarna Rabaeus är begravda på Solna kyrkogård.

## Utmärkelser
- Kommendör av Nordstjärneorden, 5 juni 1971.[9]
- Officer av Franska Svarta stjärnorden (OffFrSvSO)[7]
- Riddare av 1. klass av Finlands Lejons orden (RFinlLO1kl)[7]